# 鳳凰北總站
鳳凰北總站，曾是位於广东省珠海市香洲区地面的一個露天終點站，位於鳳凰北路。

## 簡介與歷史
該總站前身是香洲車站，於1963年建立，爲長途汽車站。1991年因鳳凰路進行改造，該車站亦隨工作進度而拆除。1993年鳳凰路改造完成，引入部分公共汽車線路在路邊始發。截止至2010年代已經有6條公共汽車路線在此站始發，其中4路、5路和16路在沿河東路鳳凰橋頭始發；12路在華海路路前50米路邊站始發；14路、204路在沿河東路前50米路邊站始發。
2016年，为解决凤凰北路交通秩序问题，于10月26日起将原在该站始发的4、5、12、14、16及204路线延伸至位于梅华东路与海虹路交界处新设立的“海虹总站”始发，该站不再作为总站，改为普通途经站点。

## 鄰近公共運輸站
- 香洲總站
- 海虹总站

## 外部連結
- （简体中文）8684-鳳凰北 （页面存档备份，存于）